# Snabbkaffe

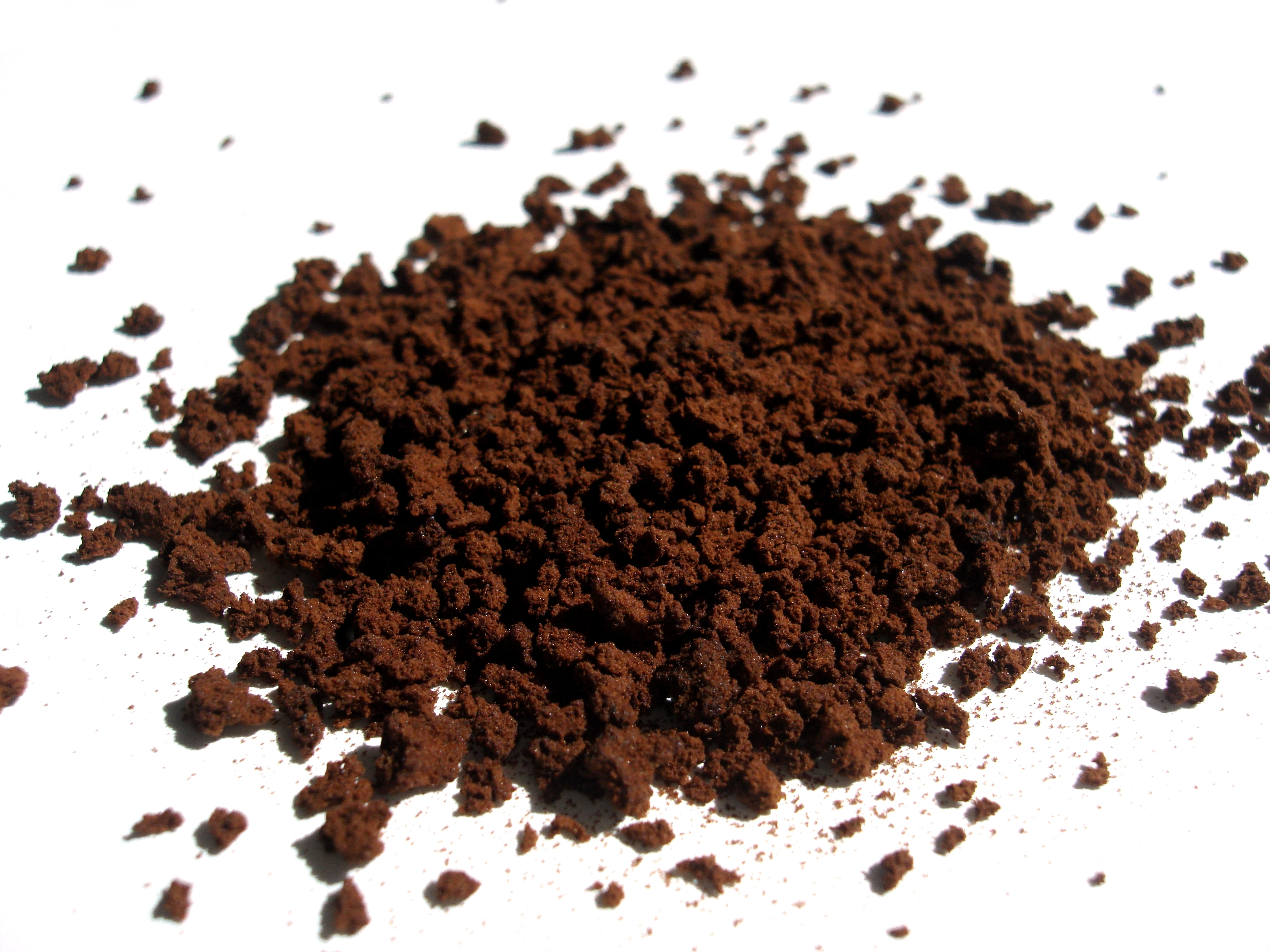
Snabbkaffe.

Snabbkaffe är ett pulver som blir kaffe när det löses i vatten. Det framställs genom att man brygger kaffe och sedan frystorkar eller spraytorkar det. Pulvret är även känt som neskaffe eller pulverkaffe.
Snabbkaffe kallas ibland även agglomerat kaffe, vilket syftar på tillverkningsprocessen för lösligt kaffe, där agglomerat kaffe är där fina partiklar av spraytorkat kaffe bearbetas till större runda partiklar med en omtorkningsprocess som ger en mer löslig form av snabbkaffe.
Snabbkaffe kan förvaras i rumstemperatur, och är mer hållbart än obryggt kaffe.

## Historik
Uppfinnandet av snabbkaffe har skett vid flera tillfällen och av olika personer.
- 1881 – Alphonse Allais, Frankrike, via patent nummer 141520.[1]
- 1890 – David Strang, Invercargill (Nya Zeeland, via patent nummer 3518[2] och sålt under handelsnamnet Strang's Coffee[3]
- 1901 – Satori Kato, en japansk forskare verksam i Chicago[4][5]
- (strax efter 1901) – George Constant Louis Washington, kommersiellt marknadsförd 1910.

Det var dock först 1938 gemene man fick tillgång till denna nymodighet sedan livsmedelsföretaget Nestlé lanserat pulverkaffet. Därav det globalt fungerande ordet neskaffe för pulverkaffe.
Det första snabbkaffet kom till Sverige 1942. Det ökade snabbt i popularitet genom sin enkelhet i Sverige när befolkningen under 50-60-talet fick en bättre ekonomi och började ägna sig åt friluftsliv i tält och sportstugor i större utsträckning än tidigare.
År 2008 var den svenska nettoimporten av snabbkaffe 2 553 ton, vilket volymmässigt drickfärdigt kaffe motsvarar cirka 12 procent av det kaffe som importerades.